# NGC 4347
NGC 4347 је појединачна звезда у сазвежђу Девица која се налази на NGC листи објеката дубоког неба.
Деклинација објекта је - 3° 14' 25" а ректасцензија 12h 23m 52,3s. Привидна величина (магнитуда) објекта NGC 4347 износи 11,3.